# Henryk Arctowski

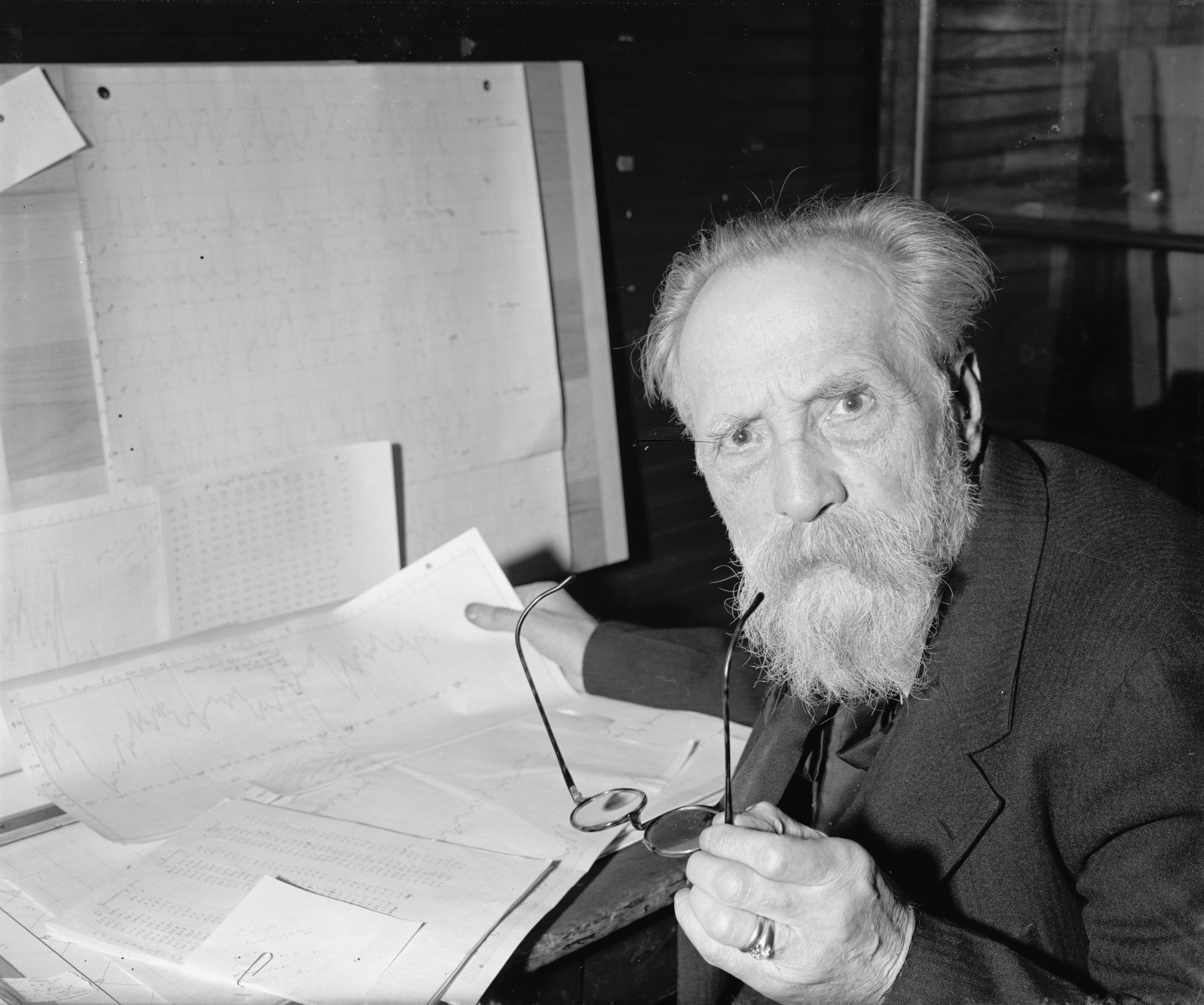
Henryk Arctowski (1940)

Henryk Arctowski (pronunciación polaca: [xɛnrɨk art͡stɔfskʲi]; Varsovia; 15 de julio de 1871 - Washington D. C.; †21 de febrero de 1958), nacido como Henryk Artzt, fue un científico y explorador polaco. Vivió en el exilio gran parte de su vida, fue una de las primeras personas en pasar el invierno en la Antártida y se convirtió en un meteorólogo internacionalmente reconocido. Jugó un papel decisivo en la restauración de la independencia de Polonia después de la Primera Guerra Mundial. Varias características geográficas, la estación antártica polaca Henryk Arctowski y una medalla de la Academia Nacional de Ciencias de Estados Unidos son nombradas en su honor.

## Primeros años
Henryk Arctowski nació en Varsovia el 15 de julio de 1871 en la familia Artzt, cuyos antepasados llegaron a Polonia en el siglo XVII de Wurtemberg. Siendo alumno en Polonia en la parte ocupada por los alemanes, fue procesado por hablar en polaco en la escuela, por lo que sus padres lo enviaron a Lieja. En 1888 comenzó a estudiar matemáticas, física y astronomía en la Universidad de Lieja, y química y la geología en la Universidad de París. Al terminar los estudios en 1893, regresó a Lieja, donde trabajó en el laboratorio como profesor en el departamento de química hasta 1869. En 1893, para enfatizar su ser polaco, Artzt pidió al gobierno belga el permiso para cambiar su nombre a Arctowski.

## Expedición Antártica Belga
En 1895 se inscribió para participar en la Expedición Antártica Belga, la primera expedición que pasaría el invierno en la Antártida. Entre los participantes incluidos se encontraban Roald Amundsen y Frederick Cook. Coordinó la labor científica y realizó él mismo las observaciones físicas, asistido por Antoni Bolesław Dobrowolski.

## Bruselas y Nueva York
Después de su regreso de la Antártida vivió en Bruselas, el análisis de los resultados de la expedición en el Real Observatorio de Bélgica, estuvo encabezado por Lecointe, el segundo al mando de la expedición. Además de la publicación de la expedición, se presentaron conferencias sobre ela, tanto en Bélgica como en el extranjero. En una gira de conferencias en Londres Arctowski conoció a la actriz y cantante de ópera estadounidense Arian Jane Ady, con quien se casó en marzo de 1909, durante este período obtuvo la nacionalidad belga.
En 1909 se trasladó con su esposa a Nueva York, donde dirigió la división de ciencia de la Biblioteca Pública de Nueva York desde 1911 hasta 1919.  En 1915 se convirtió en ciudadano estadounidense. Arctowski se unió a The Explorers Club de Nueva York en 1920.

## Regreso a Polonia
En 1920 volvió a Polonia, recientemente independizada. El primer ministro Paderewski le había ofrecido el cargo de ministro de educación, pero se negó y se convirtió en profesor de geofísica y meteorología en la Universidad Juan Casimiro. Era muy activo en la investigación (144 artículos fueron publicados por él y sus ayudantes). En 1939 viajó con su esposa a Estados Unidos para asistir a una conferencia de la Unión Internacional de Geodesia y Geofísica, cuando la Alemania nazi invadió Polonia. Nunca lograron volver y perdieron todas sus posesiones.

## El exilio en los Estados Unidos

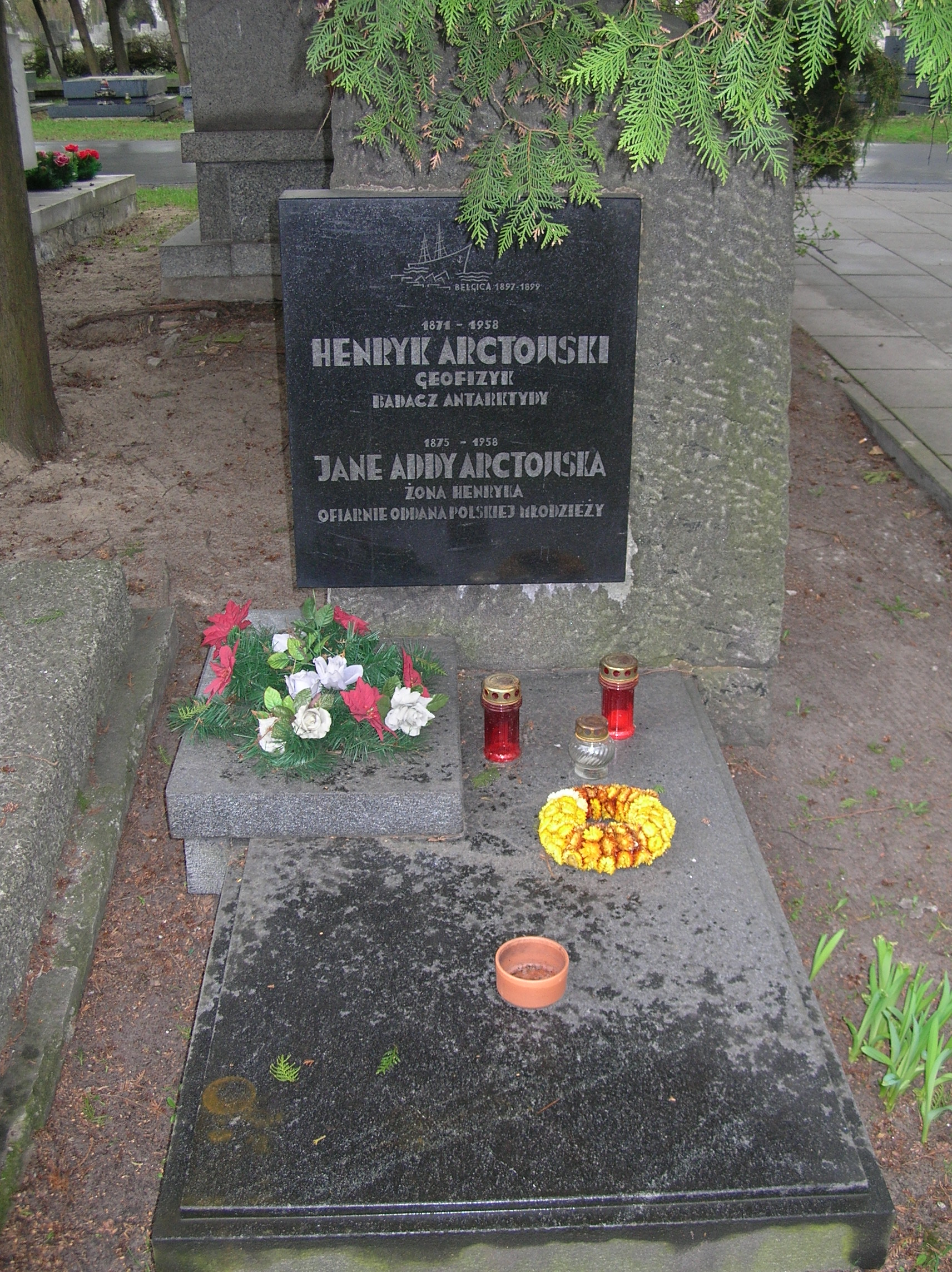
tumba de Henryk Arctowski en Varsovia

Aceptó un puesto como investigador asociado del Smithsonian y continuó investigando hasta su muerte, incluso cuando se vio obligado a renunciar en 1950 debido a una enfermedad. Murió en Bethesda, Maryland.

## Homenajes
En reconocimiento a su trabajo y su contribución a la ciencia, su nombre ha sido dado a una serie de características geográficas:
En la Antártida:
- Domo Arctowski
- Arctowski Cove
- Península Arctowski
- Arctowski Nunatak
- Pico Arctowski

En Spitsbergen:
- Arctowskifjellet (Mt. Arctowski)
- Arctowskibreen (glaciar Arctowski)

La estación de investigación polaca en la Isla Rey Jorge, la Base Henryk Arctowski, también lleva su nombre.
Su viuda estableció la Medalla Arctowski a través del Fondo Henryk Arctowski, otorgado cada dos años por la Academia Nacional de Ciencias para "estudios en física solar y las relaciones Sol-Tierra".
La Armada de la República de Polonia nombró a su barco de investigación ORP Arctowski después de su muerte.